# Биофизикални профил фетуса
Биофизикални профил фетуса (БПФ) је метода која се у медицини користи за процену пренаталног ризика, који предвиђа присуство или одсуство феталне асфиксије и, на крају, ризик од смрти фетуса у антенаталном периоду. Када БПФ идентификује компромитовани фетус, могу се предузети мере да се интервенише пре него што прогресивна метаболичка ацидоза доведе до смрти фетуса.
Профил укључује пет компоненти: четири радиографска мерења (покрети дисања, фетални тон, кретање фетуса, мерење волумена плодове воде) и фетални нестресни тест (ФНТ). Комбинацијом ових компоненти стиче се увид у тренутни ацидобазни статус фетуса (кретње, покрети дисања, тонус, ФНТ), и открива стање постељице у дужем периоду (на ооснову волумена плодове воде).
Идеја за одређивања биофизикалног профила ослања се на чињеницу да се кориштењем више параметара може тачније проценити стање фетуса, него кад се они користе засебно. 

## Историја
Примену и резултате  БПФ  први су предложили F A Manning и његови сарадници 1980. године.

## Опште информације
Праћење добробити бебе у материци у трудноћи често се спроводи помоћу кардиотокографа,  који процењује образац откуцаја срца бебе заједно са величином мајчиних контракција. Како, ово није сасвим тачан тест сам по себи предложено је праћење бебиних покрета као корисне допуне  за предвиђање када је беба у потешкоћама. То је зато што смањење покрета фетуса понекад претходи бебиној смрти. Сматра се да ако је снабдевање бебе кисеоником преко постељице недовољно, беба реагује ређим кретањама. Како се обрасци покрета фетуса могу значајно разликовати, вишеструке феталне активности могу бити бољи предиктор лошег исхода. Сходно томе, уведени су биофизички профил фетуса (БПФ) и модификовани биофизички профил (МБП), који омогућава папирно праћење бебиних откуцаја срца, мајчиних контракција и када се беба креће.
Резултати биофизичког профила фетуса могу помоћи лекару или бабици да процени да ли је беба здрава. Лекар или бабица могу користити резултате БПФ теста како би помогли у одлучивању када да се трудница породи или да ли је царски рез сигурнији начин порођаја.

## Индикације
Смернице Америчког колеџа акушера и гинеколога препоручују следеће:
- Тестирање фетуса пре порођаја у 32 недеље гестације је прикладно за већину високоризичних пацијената.
- Ако је здравствено стање мајке стабилно и резултати тестова охрабрујући, праћење фетуса тестови се обично понавља у недељним интервалима.
- У одсуству акушерских контраиндикација, порођај фетуса са абнормалним резултатом теста често се може покушати индукцијом порођаја, уз континуирано интрапартално праћење ФХР-а и контракције материце.

## Радиографска мерења
Радиографска мерења укључују следеће ултразвучне варијабле:
Фетални покрети дисања
Док је у материци беба гута амнионску воду и „удише“ је у своја плућа. При рођењу, њена плућа су пуна амнионске течности која се истискује док пролази кроз порођајни канал или када излази током порођаја царским резом. Инспирација почиње као штуцање које стимулише бебу да „удише“. Ови покрети феталног дисања (ФБМ) се могу видети већ у 10 недеља када фетус „удише“ амнионску течност и присутни су 40-50% времена у последњем 10 недеља трудноће Већина бебиних плућа је зрела до 36. недеље.
Ови покрети дисања се сматрају абнормалним ако постоји:
- одсутство дисања,
- одсуство епизоде дисања ≥30 секунди у периоду посматрања од 30 минута

Фетални покрети
Једна или више епизода активне екстензије са повратком на флексију удова фетуса или трупа (отварање и затварање шаке сматра се нормалним тоном)
Фетални покрети се сматрају абнормалним ако постоји: 
- споро продужење са повратком на делимичну флексију
- одсуство покрета фетуса

Велики пкрети тела (грубо кретање тела фетуса)
Овим мерењем прати се колико често се беба креће у периоду од 30 минута. Кретање фетуса је нормално ако се рехиструје на ултрасонографу најмање 3 дискретна покрета. Како понекад беба „спава“ и ултрасонограф ће покушати да „пробуди“ бебу. 
Кретање фетуса сматра се абнормалним (патолошким) ако постоји <2 епизоде покрета тела/удова у року од 30 минута
Мерење волумена плодове воде
Мерење волумена плодове воде ((АФИ - индекс амнионске течности), сматра се абнормалним ако је највећи џеп <2 x 2 cm. Ово је мерење колико течности има око бебе. Мерење се врше у џеповима течности у сваком квадранту материце у центиметрима. Нормални нивои амнионске течности су између 5  cm и 25  cm. Мање од 5  cm течности сматра се олигохидрамниом (премало течности), а више од 25  cm полихидрамниом (превише течности). 

### Параметри мерења
Сваки од ових параметара добија оцену од 0 до 2 поена, при чему абнормални резултат добија 0, док нормалан резултат добија 2. Због тога се на ултразвучној процени даје укупан резултат од 8. Укупан абнормални резултат од 8 се често узима као 4/8 или мање.
Пре него што се било која варијабла дефинише као „одсутна“, неопходно је непрекидно посматрање у трајању од најмање 30 минута, због феталних циклуса буђења из сна.

## фетални нестресни тест
фетални нестресни тест (ФНТ) је једноставан, неинвазиван тест (без ризика или нежељених ефекте по мајку или бебу) који се изводи у трудноћи која је стара преко 28 недеља гестације. Тест је назван „не-стресни” јер се фетус не излаже стресу током теста. Пре 28 недеља, фетус није довољно развијен да одговори на протокол теста. Тест може показати да беба не добија довољно кисеоника због проблема са плацентом или пупчаном врпцом; а може указивати и на друге врсте феталног дистреса.
Овај тест је додатна несонографска варијабла са два додатна поена, која случају се додају радиографском мерењу тако да да је резулат  биофизикални профил фетуса  10.

## Тумачење резултата
- Укупан резултат БПТ од 8 до 10 значи да је беба „здрава“ и да је добро.
- Ако је резултат БПТ 6 он се сматра „двосмисленим“ или несигурним и лекар може да врати трудницу на поновну процену након 24 часа.
- Ако беба има резултат 4 или мање, вероватно ће трудница бити позвана на порођај.

Неки извештаји показују да мајчино гладовање доводи до смањених покрета дисања фетуса што може утицати на БПП скор. У том случају ради се доплер сонографија умбиликалне артерије  да би се проценили фетуси са абнормалним БПФ резултатима.
| Биофизикалне варијабле       | Нормално (оцена = 2) | Абнормално (оцена = 0) |
| Фетални покрети дисања       | 1 или више епизода од ≥20 сек у року од 30 мин                                                                                                 | Одсутна или никаква епизода од ≥20 сек у року од 30 мин                                                                                           |
| Велики покрети тела          | 2 или више дискретних покрета тела/удова у року од 30 минута (епизоде активног континуираног покрета сматрају се једним покретом)              | < 2 епизоде покрета тела/удова у року од 30 мин                                                                                                   |
| Фетални покрети              | 1 или више епизода активног екстензије са повратком на флексију феталног удова или трупа (отварање и затварање шаке сматра се нормалним тоном) | Споро продужење са повратком на делимичну флексију, померање удова у пуној екстензији, одсуство покрета фетуса или делимично отворену руку фетуса |
| Фетални откуцаји             | 2 или више епизода убрзања од ≥15 откуцаја у минути (бпм) и >15 сек повезане са покретом фетуса у року од 20 минута                            | 1 или више епизода убрзања феталног откуцаја срца или убрзања < 15 откуцаја у минути у року од 20 минута                                          |
| Мерење волумена плодове воде | 1 или више џепова течности величине ≥2 cm у вертикалној оси                                                                                    | Или нема џепова или највећи џеп <2 cm у вертикалној оси                                                                                           |

## Поузданост
Биофизички профил фетуса је поуздан метод за предвиђање преживљавања фетуса. Методе тестирања се обично процењују упоређивањем лажно негативне стопе морталитета за сваку методу. Лажно негативна стопа морталитета је дефинисана као број феталних смрти, коригованих за смртоносне конгениталне аномалије и непредвидиве узроке смрти, који се јављају у року од 1 недеље од нормалног резултата теста. БПФ има лажно негативну стопу смртности од 0,77 смртних случајева на 1000 тестова. Штавише, БПФ у великој мери корелира са пХ нивоом умбиликалне венске врпце пре порођаја.